# چک (شهرستان بازارقرغون)
چک (به لاتین: Chek) یک منطقهٔ مسکونی در قرقیزستان است که در شهرستان بازارقرغون واقع شده‌است. چک ۸۹۱ نفر جمعیت دارد و ۶۳۹ متر بالاتر از سطح دریا واقع شده‌است.